# Shining Girls (série de TV)
Shining Girls (no Brasil: Iluminadas) é uma série televisiva americana de suspense baseada no romance de The Shining Girls (2013) de Lauren Beukes. A série será estrelada por Elisabeth Moss e Wagner Moura, e está programada para estrear na Apple TV+ em 29 de abril de 2022. Uma parte da série foi exibida no SXSW, em 11 de março de 2022.

## Elenco
- Elisabeth Moss como Kirby Mazrachi
- Wagner Moura como Dan
- Jamie Bell como Harper Curtis
- Phillipa Soo como Jin Sook
- Amy Brenneman como Rachel

## Produção
Em maio de 2013, antes do lançamento do livro, a Media Rights Capital e a Appian Way Productions de Leonardo DiCaprio adquiriram os direitos para desenvolver The Shining Girls de Lauren Beukes para a televisão.
Em julho de 2020, a Apple encomendou a série, com Elisabeth Moss anunciada no papel principal. A adaptação foi criada e escrita por Silka Luisa, que também será produtora executiva e showrunner. Moss e Lindsey McManus serão os produtores executivos pela Moss's Love & Squalor Pictures. Leonardo DiCaprio e Jennifer Davisson serão os produtores executivos através da Appian Way Productions. A autora do romance, Lauren Beukes, e Alan Page Arriaga também serão os produtores executivos. Em fevereiro de 2021, Wagner Moura se juntou ao elenco, com Jamie Bell entrando em maio de 2021 e Phillipa Soo entrando em julho de 2021. Em agosto de 2021, Amy Brenneman se juntou ao elenco da série em um papel recorrente.
Em maio de 2021, foi relatado que Elisabeth Moss, Michelle MacLaren e Daina Reid dirigiriam a primeira temporada, com MacLaren definido para dirigir os dois primeiros episódios, Moss para dirigir outros dois episódios e Reid para dirigir os quatro restantes.
As filmagens começaram em 24 de maio de 2021 e foram concluídas em 27 de outubro de 2021, em Chicago, Illinois.

## Lançamento
A série está programada para estrear em 29 de abril de 2022 no Apple TV+.

## Recepção
Antes da estreia da série, as primeiras críticas notaram o desempenho de Elizabeth Moss como um destaque no programa.